# Diferență absolută

Afișarea diferenței absolute a numerelor reale x și y ca distanță dintre ele pe dreapta reală

Diferența absolută a două numere reale x, y este dată de , valoarea absolută a diferenței dintre ele. Descrie distanța pe dreapta reală dintre punctele corespunzătoare lui x și y. Este un caz special al distanței Lp pentru toate 1 ≤ p ≤ ∞ și este metrica standard utilizată atât pentru mulțimea numerelor raționale Q, cât și pentru completarea ei, mulțimea numerelor reale R.

## Proprietăți
La fel ca în cazul oricărei metrici, sunt valabile următoarele proprietăți:
- {\displaystyle |x-y|\geq 0,} deoarece valoarea absolută este întotdeauna nenegativă.
- {\displaystyle |x-y|=0}   dacă și numai dacă   {\displaystyle x=y.}
- {\displaystyle |x-y|=|y-x|}     (este comutativă).
- {\displaystyle |x-z|\leq |x-y|+|y-z|}      (inegalitatea triunghiului); egalitatea apare dacă și numai dacă {\displaystyle x\leq y\leq z} sau {\displaystyle x\geq y\geq z.}

Prin contrast, scăderea simplă nu este nenegativă sau comutativă, dar se supune proprietăților a doua și a patra de mai sus, deoarece {\displaystyle x-y=0} dacă și numai dacă {\displaystyle x=y,} iar {\displaystyle x-z=(x-y)+(y-z).}

## Diferență absolută și modul
Noțiunile de diferență absolută și modul nu sunt perfect sinonime. În timp ce diferența absolută este descrisă mai sus, modulul are mai multe sensuri, de exemplu modulul unui număr complex {\displaystyle z=a+bi} este:
{\displaystyle |z|={\sqrt {a^{2}+b^{2}}}.}

## Utilizări
Diferența absolută este utilizată pentru a defini alte cantități, inclusiv diferența relativă, norma L1 folosită în geometria Manhattan și ponderarea grafurilor.
Când este de dorit să se evite funcția valoare absolută — de exemplu pentru că este costisitor de calculat sau pentru că derivata ei nu este continuă — ea poate fi înlocuită cu relația
{\displaystyle |x-y|\leq |z-w|} dacă și numai dacă {\displaystyle (x-y)^{2}\leq (z-w)^{2}.}
Asta deoarece {\displaystyle |x-y|^{2}=(x-y)^{2}} iar pătratul este monoton în domeniul numerelor reale nenegative.